# 埃德瓦·弗普斯
埃德瓦·弗普斯（荷蘭語：Eduard Flipse，1896年2月26日—1973年9月12日），荷兰指挥家、作曲家。

## 生平
他在早年参与了威廉·沃爾頓清唱剧《伯沙撒王的宴会》的合唱。他是首位指挥斯特拉文斯基《春之祭》和贝尔格《小提琴协奏曲》的荷兰指挥家。
1927年，他成为鹿特丹愛樂樂團的第二指挥，1930年成为首席指挥，一直任职至1962年。他最有名的指挥作品是古斯塔夫·馬勒的《第6號交響曲》。1959年至1970年担任安特卫普爱乐乐团首席指挥。